# Bessie Rischbieth
Bessie Rischbieth, död 1967, var en australisk feminist.  Hon var känd för ett flertal uppmärksammade sociala kampanjer och sitt internationella och nationella engagemang för mänskliga rättigheter. Hon var grundare och ordförande för Women's Service Guilds och Australian Federation of Women Voters. 
Hon var Australiens delegat till Pan-Pacific Women's Conference 1928. 